# Gregorio Badeni
Gregorio Badeni (Argentina, 6 de enero de 1943 - 14 de septiembre de 2020) fue un abogado y profesor universitario argentino, miembro de varias academias especializado en derecho constitucional y en ciencia política.

## Actividad profesional
Hizo los estudios primarios en el Colegio Buenos Aires English High School, y los secundarios en el Colegio Carmen Arriola de Marín. Estudió en la Facultad de Derecho de la Universidad de Buenos Aires en 1967 con el título de abogado y en la misma facultad se doctoró en derecho en 1972 con una tesis que fue recomendada al Premio Facultad. Además del ejercicio de la abogacía escribió diversas obras entre las que se destacan el Tratado de Derecho Constitucional, el Tratado de Libertad de Prensa, Comportamiento Electoral en la Argentina, Instituciones de Derecho Constitucional en dos tomos y Doctrina de la Real Malicia.Tuvo participación en 24 libros realizados en colaboración con otros autores y más de 615 artículos sobre temas de su especialidad publicados en diarios y revistas nacionales y extranjeras. También ha pronunciado conferencias sobre las materias de su especialidad.

## Actividad académica
Fue miembro de las Academias Nacionales de Derecho y Ciencias Sociales de Buenos Aires y de la de Ciencias Morales y Políticas, las cuales presidió, y de la de Periodismo; fue miembro correspondiente de la Real Academia de Ciencias Morales y Políticas de Madrid, de la Academia Chilena de Ciencias Sociales, Políticas y Morales y de la Academia Peruana de Derecho, así como académico honorario de la Real Academia de Jurisprudencia y Legislación de Granada.

## Actividad docente
Desde 1969 fue docente por concurso en la Facultad de Derecho de la Universidad de Buenos Aires y fue profesor de Derecho Constitucional, Derecho Político, Ciencia Política, Historia Constitucional e Historia de las Instituciones Políticas en las Universidades Nacional de La Plata, del Salvador, Católica Argentina, Argentina de la Empresa y en la Facultad de Ciencias Sociales  y en la Derecho de la Universidad de Buenos Aires y fue nombrado Profesor Emérito de la Universidad de Buenos Aires.

## Actuación en entidades sociales y culturales
Entre las entidades a las que perteneció se encuentran la Asociación Argentina de Derecho Constitucional, la Asociación de Entidades Periodísticas Argentinas, Fundación Presidente Arturo Frondizi, Asociación Argentina de Derecho Comparado  y Fundación Miguel Lillo. Fue Director así como presidente de la Comisión de Derecho Constitucional del Colegio de Abogados de la Ciudad de Buenos Aires. Actuó como jurado de premios en la Fundación Konex y en ADEPA, de becas en la Asociación Argentina de Ciencia Política y el Colegio de Abogados de la Ciudad de Buenos Aires y de profesores en la Universidad Nacional de Entre Ríos, Universidad de Morón, Universidad Nacional de Tucumán, Universidad Nacional de Córdoba, Universidad Nacional de Rosario y Universidad de Buenos Aires.

## Posturas del constitucionalista ante debates recientes
«Las uniones, aunque sean permanentes, entre homosexuales no conforman un matrimonio según el orden natural. Esto excluye la posibilidad de calificar como matrimonio…el esnobismo que inspira la legalización matrimonial de personas del mismo sexo puede alterar la esencia natural del matrimonio y hasta de la propia familia. Si permitimos contraer matrimonio a personas del mismo sexo para evitar una presunta discriminación ¿Por qué no hacer lo mismo con la poligamia, con el matrimonio entre hermanos, padres o madres con sus propios hijos o hijas y otros casos que lindan con el absurdo”.

En el contexto del debate sobre la descriminalización del aborto en Argentina Gregorio Badeni afirmó ante los diputados que:

«Les guste o no, para nuestra Constitución la vida empieza en la concepción. Si no les gusta esto cambien la ley, pero no la violen… No digo que no se pueda despenalizar el aborto, pero para eso ustedes tendrían que modificar el Código Civil, denunciar dos tratados internacionales sobre derechos humanos y sancionar las normas que permitieran esa situación».

En 2010, el doctor Badeni tuvo un episodio cardíaco tras lo cual recibió una angioplastia coronaria con stents a cargo del cardiólogo pionero Luis M. De la Fuente.

## Premios y distinciones
- 1978: estuvo entre los Diez Jóvenes Sobresalientes elegidos por la Cámara Junior de la Cámara Argentina de Comercio.[2][3]
- 2005: Benemérito de la Cultura por la Academia Argentina de Arte y Ciencias de la Comunicación.[2][3]
- 2006: Premio Konex de Platino de la Fundación Konex.[2][3]
- 2006: Diploma al Mérito en el ribro Humanidades.[2][3]
- 2016: Personalidad Destacada de las Ciencias Jurídicas, concedido por la Legislatura de la Ciudad de Buenos Aires.[2][3]
- 2017: Gran Premio Chapultepec, otorgado por la Sociedad Interamericana de Prensa (SIP).[2][3]